# いろは歌

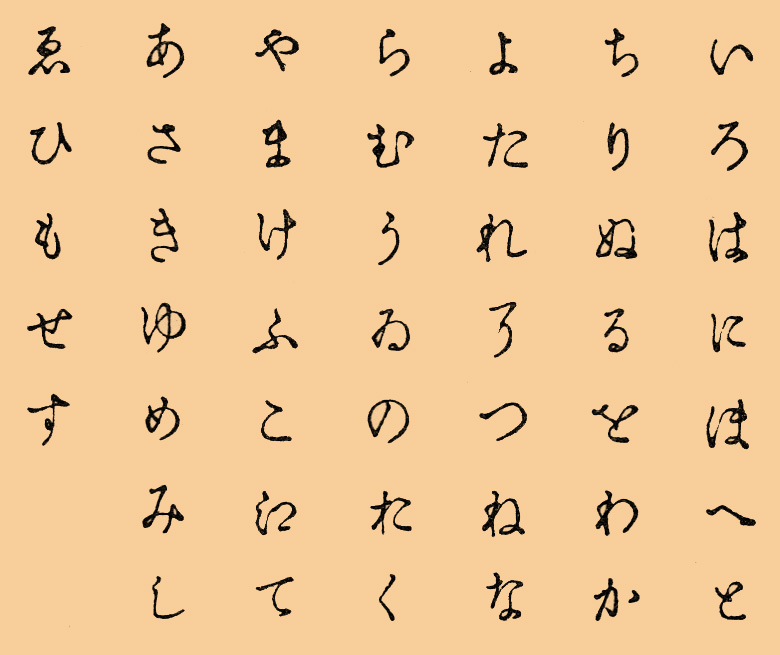
七字区切りに改行したいろは歌。

いろは歌（いろはうた）とは、仮名文字を重複させず使って作られた47字の誦文。七五調の韻文で、作者は不明だが10世紀末から11世紀半ばの間に成立したとされる。古くは学僧の間で学問的用途に使われたが、のちに手習いの手本として民間に広く受容され、近代にいたるまで用いられた。転じて「いろは」という言葉はごく初歩に習得しておくべき事という意味も持つ。またその仮名の配列は字母表のいろは順として、中世から近世にかけての辞書類や番号付けなどに広く利用された。

## 内容
現代に伝わるいろは歌の内容は、以下の通りである。
いろはにほへと ちりぬるを
わかよたれそ　つねならむ
うゐのおくやま けふこえて
あさきゆめみし ゑひもせす
色は匂へど 散りぬるを
我が世誰ぞ 常ならむ
有為の奥山 今日越えて
浅き夢見し 酔ひもせず
七五調の歌謡である今様の形式で、仮名を重複させることなく作られているが、これがいかなる内容を意味するのかは定かではない（後述）。古くから「いろは四十七文字」として知られるが、最後に「京」の字を加えて四十八字としたものも多く、現代では「ん」を加えることがある。四十七文字の最後に「京」の字を加えることは、弘安10年（1287年）成立の了尊の著『悉曇輪略図抄』に「末後に京の字有り」とあり、この当時すでに行われている。「京」の字が加えられた理由については、仮名文字の直音に対して「京」の字で拗音の発音を覚えさせるためだという説がある。いろは順には「京」の字を伴うことが広く受け入れられ、いろはかるたの最後においても「京の夢大坂の夢」となっている。
なお「京」の字の事とは別に、いろは歌には「え」がもうひとつあってもとは四十八字だったとする説がある。9世紀末から10世紀初めにかけての頃までは、あ行の「え」/e/とや行の「え」/je/は発音上の区別があり、「けふこえて」の「え」はや行の「え」に当たるが、破格となっている「わかよたれそ」に注目し、本来この部分にあ行の「え」があった可能性（わがよたれそえ　つねならむ）が指摘されている。

## 歴史
天禄元年（970年）成立の『口遊』（源為憲著）には、同じく仮名を重複させない誦文あめつちの詞と大為爾の歌については記すが、いろは歌には触れておらず、またいろは歌を記した文献としては最古とされる『金光明最勝王経音義』（こんこうみょうさいしょうおうきょうおんぎ）は、承暦3年（1079年）の成立であることから、いろは歌は10世紀末から11世紀中葉までの間に成立したものとされている。

### 金光明最勝王経音義のいろはうた
いろは歌の文献上最古の用例は、『金光明最勝王経音義』（大東急記念文庫所蔵）である。著者は不明、「承暦三年己未四月十六日抄了」という奥書を持つ。「音義」とは、経典に記される漢字の字義や発音について説明した書物のことで、これは『金光明最勝王経』にある語句についてのものである。いろは歌は「先可知所付借字」（先づ付する所の借字を知るべし）という但し書きを最初に置き、以下のように仮名ではなく借字で書かれており、音訓の読みとして使われる文字の一覧となっている。七字区切りにして大きく書かれた各字の下に、小さく書かれた同音の借字（〈　〉内の文字）一つ乃至二つが添えられる（ただし「於」〈お〉の借字には小字は無い）。
| 以〈伊〉    | 呂〈路〉    | 波〈八〉    | 耳〈尓〉    | 本〈保〉    | へ〈反〉 | 止〈都〉    |
| 千〈知〉    | 利〈理〉    | 奴〈沼〉    | 流〈留〉    | 乎〈遠〉    | 和〈王〉 | 加〈可〉    |
| 餘〈与〉    | 多〈太〉    | 連〈礼〉    | 曽〈租〉    | 津〈ツ〉    | 祢〈年〉 | 那〈奈〉    |
| 良〈羅〉    | 牟〈无〉    | 有〈宇〉    | 為〈謂〉    | 能〈乃〉    | 於       | 久〈九〉    |
| 耶〈也〉    | 万〈末/麻〉 | 計〈介/気〉 | 不〈布/符〉 | 己〈古〉    | 衣〈延〉 | 天〈弖〉    |
| 阿〈安〉    | 佐〈作〉    | 伎〈畿〉    | 喩〈由〉    | 女〈馬/面〉 | 美〈弥〉 | 之〈志/士〉 |
| 恵〈會/廻〉 | 比〈皮/非〉 | 毛〈文/裳〉 | 勢〈世〉    | 須〈寸〉    |          |             |

それぞれの文字には声点が朱で記されており、それぞれの文字のアクセントがわかるようになっている。小松英雄は各文字のアクセントの高低の配置を分析し、このいろは歌が漢語の声調を訓練するための目的に使われたのではないかと考察している（後述）。なお声点の付けられたいろは歌は、真言宗や声明に関わる古文献でも見られるが、この『金光明最勝王經音義』のものとはアクセントの高低がそれぞれ異なる。

### 出土物
三重県明和町の斎宮跡で、平成22年（2010年）に平仮名でいろは歌が書かれた4片の土器が発見された。これは平安時代の11世紀末から12世紀前半の皿型の土師器であり、出土物として平仮名で記されたいろは歌としては国内最古のものである。4個の破片をつなぎあわせると縦6.7センチ、横4.3センチほどになり、内側に「ぬるをわか」、外側に「つねなら」と墨書されている。繊細な筆跡と土器両面に書かれていることから、斎宮歴史博物館では斎王の女官が文字の勉強のために記したと推定している。いろは歌を記した土器は佐賀県小城市の社遺跡からも見つかっており、これは12世紀中頃のものとされる。また木簡に記したものも各地から出土している。

### 手習いの手本としてのいろは歌
仮名を網羅したいろは歌は、11世紀ごろから仮名の手習いをするための手本としても使われるようになり、江戸時代に入るとさらに仮名の手本として広く用いられた。大正時代に3,065の寺子を対象に行われた調査では、いろは歌を手習いに用いていたところは2,347箇所におよび、それに次ぐ「村名」（近隣の地名を列挙するもの）より850箇所も多い。
明治時代以前の平仮名は、ひとつの仮名に複数の異字体（変体仮名）を有するものであったが、いろは歌が手習いに用いられるときの字体は、そのばらつきがほとんどないことが知られている。その字体はほとんどが現代の平仮名と一致するものであって「え」「お」「そ」のみ異なる。このことから山田孝雄は、現代の平仮名の成立にこのいろは歌の字体が影響したことを指摘している。

## 作者
いろは歌の作者について確定した説は無く不明である。
『河海抄』には「江談云」、すなわち大江匡房（1041 - 1111年）の言として、いろは歌は弘法大師空海（774 - 835年）の作であるとし、「大女御」が仮名文字で法華経を写し供養する際、僧都源信が法華経の講義をする中で、弘法大師が梵字を伝えたのち仏の教えによっていろは歌を作ったと説明した、という話を引用している。なおこの「江談」とされる話については、匡房の言説をまとめた『江談抄』には存在しない。また近世では伴信友がその著『仮字本末』上巻において、『凌雲集』に収める仲雄王の詩に「字母弘三乗　真言演四句」とあるのが、空海がいろは歌を作った証であるとしている。他にもいろは歌が空海の作であるとする文献はいくつかあり、明治時代においても空海作とする言説が見られる。
しかし江戸時代には村田春海や黒川春村から空海作であることを否定する意見が出されており、明治時代の学者大矢透はその著『音図及手習詞歌考』において、いろは歌は空海の時代に作られたものではないと断定している。その理由は空海の活躍していた時代、七五調の四句で構成される今様形式の韻文がまだ存在しなかったということもあるが、何より問題となるのは、空海の時代には上代特殊仮名遣における「こ」の甲乙の区別がまだ存在したと考えられるが、いろは歌にはその「こ」の甲乙の区別が無く、あ行の「え」/e/と「や行のえ」/je/の区別もされておらず「や行のえ」しか無いことである。また上でも述べたように、天禄元年成立の『口遊』はあめつちの詞と大為爾の歌のことについては記すが、いろは歌には言及していないので、いろは歌はそれらよりも後にできたものと考えられる。上記『凌雲集』の仲雄王の詩についても、大矢透は「字母といへば、普通には梵字をいひ、四句といへば涅槃経の諸行無常の偈に限りたるにもあらねば」と、この詩がいろは歌について述べているとは言い難いとする。
小松英雄もいろは歌が空海の作であるという話は俗信に過ぎず、「大矢透によって否定されて以後、すくなくとも国語史研究の領域では、その俗信が問題にされることはなくなった」と述べているが、なぜ空海が作者とされたかについては、
1. 書の三筆のひとりである。
2. 用字上の制約のもとに、これほどすぐれた仏教的な内容をよみこめるのは、空海のような天才に違いないと考えられた。
3. いろは歌はもともと真言宗系統の学僧の間で学問的用途に使われており、それが世間に流布したが、真言宗においてまず有名な僧侶といえば空海であることから。

といった理由をあげ、いろは歌の作者は真言宗系の学僧であると推定している。ほかには空海よりさらに古い時代の柿本人麻呂を作者としたり 、讒言で大宰府に左遷された源高明が作ったとする話もあるが、いずれにせよ特定の人物の名を出して作者とする事に現在確たる説はない。

## 内容の解釈
いろは歌にある「うゐ」とは「有為」という仏教用語で、因縁によって起きる一切の事物（サンスカーラ）。転じて「有為の奥山」とは、無常の現世を、どこまでも続く深山に喩えたものである。
いろは歌の内容については中世から現代にいたるまで、各種の解釈がなされてきたが、多くは「匂いたつような色の花も散ってしまう。この世で誰が不変でいられよう。いま現世を超越し、儚い夢をみたり、酔いに耽ったりすまい」と、仏教的な無常を述べたものと解釈されてきた。新義真言宗の祖である覚鑁（1095 - 1144年）はその著『密厳諸秘釈』（みつごんしょひしゃく）の中で、いろは歌は『大般涅槃経』にある、以下の「諸行無常」と始まる無常偈（むじょうげ）の意訳であると説明している。

Aniccā vata saṅkhārā uppādavayadhammino, 

Uppajjitvā nirujjhanti tesaṃ vūpasamo sukho
諸行無常　是生滅法

生滅滅已　寂滅為楽
諸行は無常なり、是れ生滅の法なり。

生滅（へのとらわれを）滅しおわりぬ、寂滅をもって楽と為す。
—パーリ仏典, 長部16, 大般涅槃経, Sri Lanka Tripitaka Project
すなわち、
諸行無常→色は匂へど散りぬるを
是生滅法→我が世誰ぞ常ならむ
生滅滅已→有為の奥山今日こえて
寂滅為楽→浅き夢見し酔ひもせず
と、この四句の意をあらわしたものであるとした。
しかし語句の具体的な意味については諸説ある。前述の『悉曇輪略図抄』においては「いろは」は「色は」ではなく「色葉」であり、春の桜と秋の紅葉を指すとする。また清音か濁音かにより文の意味は異なるが、『悉曇輪略図抄』は「あさきゆめみし」の「し」は「じ」と濁音に読み、すなわち「夢見じ」という打消しの意とする。一方『密厳諸秘釈』はこの「し」を清音とするので、これは助動詞「き」の連体形「し」にあたる。17世紀の僧観応著の『補忘記』（ぶもうき）では最後の「ず」以外すべて清音とするなど、この誦文は古文献においても清濁の表記が確定していない。「夢」や「酔ひ」が何を意味するかも多様な解釈があり、結局のところ内容や文脈についての確定した説明は、現時点でも存在しない。
小松英雄はこの無常偈といろは歌を結びつける解釈について、「かなりこじつけがましいが、さりとて積極的にそれを否定するだけの根拠があるわけでもない」としながらも、「ただし、こういう結び付けを前提として、さらにその上に論を立てることは危険なので、ひかえておいた方がよい」と述べている。

## 手習いではない用途
大矢透は『音図及手習詞歌考』の中で、いろは歌の「製作の理由」について次のように述べている。
要するにいろは歌は「或る僧徒」が「わが宗旨を布及せん」とするため「子女の、習字の手本に適せしめたる」ものとして作られたということである。大矢透のこうした解釈が濫觴となり、いろは歌は手習いをするための手本として作られ、用いられたと現在一般にはみなされている。しかしいろは歌の現存最古の例である『金光明最勝王経音義』は、「子女の、習字の手本に適せしめたる」用例とは明らかに言い難いものである。
上でも触れたように『金光明最勝王経音義』のいろは歌には、各々の文字に四声をあらわす声点という点が付いている（付いていない文字もある）。四声とは、漢字のひとつひとつに備わっているアクセントである（六声ともいう）。この四声で、漢字の音のどの部分が高いか低いかを示す。
日本語と中国語は音節の構造が異なるので、日本語で読む漢字の音は中国語そのままの発音にはならない。たとえば漢字の「天」（Tiān）は、日本語では「テン」と2音節にして発音するしかなかった。それでも平安時代には、漢字の音を中国語の原音になるべく近づけて発音しようとしており、個々の漢字に定まっている四声もその一環として、そのアクセントの型通りに発音するよう学習されていた。
この『金光明最勝王経音義』には和訓、すなわち日本語にも四声の声点がアクセントの高低を示すために利用され付けられている。しかしいろは歌に付けられた声点は、アクセントの高低が各字各行ばらばらであり、これといった決まりや約束に基づいて付けられてはいないようにみえる。
小松英雄は、いろは歌とは手習いの手本ではなく、もとは漢字音のアクセントを習得するための誦文だったと主張している。それは「ことばの抑揚についての感覚を鋭敏にし、音節相互間の高低関係を容易に把握できるようにして、漢語の声調を身につけさせよう」としたものであった。つまり、いろは歌を唱えることによって音の高低がどのようなものかを学び、それをもとに漢語のアクセントの高低を覚えさせる。『金光明最勝王経音義』で出鱈目に付されているように見えるいろは歌の声点も、いろいろなアクセントの型に合わせて唱えられるようにするためのものであった。『金光明最勝王経音義』より後に伝わる真言宗系の文献にあるいろは歌も、このような用途で使われた。小松英雄は声点によって施されたいろは歌のアクセントを、「旋律」と仮に呼んでいる。
また『金光明最勝王経音義』を含む古い文献において、いろは歌が七字区切りになっているのは、この「旋律」を唱える上で七文字が都合のよいひとまとまりだったことによるものであり、同じ音が重複しない理由についても、重複させない事で音の高低を、どの音が高いか低いかを速やかに指し示すためであるとした。そして音の重複しない誦文を覚えるには、文脈があったほうが覚えやすい。文脈があって音（文字）の重複が無いことにより、いろは歌はのちに手習いの手本としても使われるようになったのである。小松英雄はあめつちの詞や大為爾の歌も、本来こうした目的のために作られ、用いられたとして次のように述べている。

## その他

### 同じ文字なきうた
『古今和歌集』には「同じ文字なきうた」という詞書のある以下の和歌がある。
よのうきめ　みえぬやまぢへ　いらむには　おもふひとこそ　ほだしなりけれ（物部良名　巻第十八・雑歌下）
すなわちこれも、仮名を重複させずに詠まれたものである。作者の物部良名（もののべのよしな）については生没年、経歴とも不明だが、『古今和歌集』は10世紀初頭の成立であり、この頃すでに仮名を重複させない韻文を作る発想があったと知られる。韻文の作例として大為爾の歌やいろは歌に先行するものである。

### 「いろは」と忠臣蔵
赤穂事件をもとにした忠臣蔵の芝居には、その題名に「いろは」という言葉が入るものがある。これは赤穂義士四十七士をいろは四十七文字になぞらえたことによるもので、享保20年（1735年）9月の江戸市村座『忠臣いろは軍記』、寛保元年（1741年）9月の大坂中の芝居『粧武者いろは合戦』などがある。寛延元年（1748年）8月に大坂で初演された『仮名手本忠臣蔵』の「仮名手本」も、いろは四十七文字と四十七士を意味したものである。ちなみに元禄の豪商で淀屋辰五郎の家の蔵を「いろは蔵」と称した例などから、『仮名手本忠臣蔵』という題名が生まれたといわれている。忠臣蔵の芝居に「いろは」を付けることは、『仮名手本忠臣蔵』の後も行われた。

### 「とがなくてしす」
いろは歌は『金光明最勝王経音義』などの古文献において、七五調の区切りではなく七文字ごとに区切って書かれることがあるが、七字区切りで以下のように各行の最後の文字を拾って読むと、「とかなくてしす」即ち「咎無くて死す」と読める。
いろはにほへと
ちりぬるをわか
よたれそつねな
らむうゐのおく
やまけふこえて
あさきゆめみし
ゑひもせす
『和訓栞』（谷川士清著）の「大綱」には、「いろはは、涅槃経諸行無常の四句の偈を訳して同字なしの長歌によみなし、七字づゝ句ぎりして陀羅尼になずらへぬ。韻字にとがなくてしすと置けるも偈の意成べし」とあり、「咎無くて死す」とは「罪を犯すことなく生を終える」という意味であり、七字区切りにすると「咎無くて死す」と読まれるようにいろは歌は作られたとしている。
この「咎無くて死す」を「罪無くして（無実の罪で）自分は死ぬのだ」と解釈し、源高明をいろは歌の作者とする話について大矢透は「付会」としている。江戸時代には「とがなくてしす」とあるいろは歌は縁起が悪いから、手習いに用いるべきではないという意見もあった。
なお『黒甜瑣語』にはこの「とがなくてしす」について、赤穂浪士にまつわる以下の話を伝えている（以下要約）。
高野山に光台院了覚道人という老僧がおり、博識で占いに詳しい人物として知られていた。赤穂浪士の吉田、原、小野寺の三人は用があって紀州に来た途中、了覚に面談しようと高野山を登りその庵を訪ねた。庵では五、六人の子供が手習いをしていた。吉田たち三人は了覚に会い、心中に秘した大事（仇討の事）について占ってくれるよう頼んだ。了覚はそれを辞したが、吉田たちの懇願により次の四句を書いて示した。
南邨北落悉痴童　塗抹何時終作工　字母有神看所脚　一生前定在其中
吉田たちはこの四句の意味がわからず了覚に尋ねたが、了覚はもはや何も話そうとはしなかったので、仕方なく山を下りた。その後、この四句の事を大石良雄に話すと、大石はしばらく考えて次のように言った。「これは吉田たちを庵にいた子供たちになぞらえ、仇討の事について示したものだろう。塗抹何時終作工というのは、最後には仇討は成功するということ。字母有神看所脚の字母とはいろは歌のことで、いろは歌は七字区切りにすると、脚（行の末尾）がとがなくてしすと読める。すなわち、我々がいずれ仇討を果たし、罪無くして死ぬ運命であるという意味なのだ」と言って大石は涙し、その場にいた者はこの了覚の四句に感じ入ったという。
史実では赤穂義士が高野山で了覚に会ったという事実はない。他の史料（了覚の著作『開堂録』や義士の記録『江赤見聞記』など）には全く見られない話である。

### 薩摩藩の郷中教育「いろは歌」
田布施亀ヶ城主の島津忠良は郷士教育の核となるものの必要性を痛感し、独自の「いろは歌」四十七首を作成した。各首最初の文字にいろは歌の仮名を一文字ずつ詠み込んだものである。西郷隆盛も鹿児島城下の加治屋町郷中において学んだとされる。

### 地名でのイロハ
行政地名には符号としての「イロハ」が採用されている地域がある。いろは順の記事を参照。

### 鳥啼歌（とりなくうた）
明治36年（1903年）2月11日、新聞萬朝報に「国音の歌を募る」という記事が掲載された。これはいろは歌に使われている仮名に「ん」を加えた48文字で、いろは歌と同じように同じ仮名を二度使わず、文脈のある文を新たに募集したもので、その出来栄えによって一等から二十等までを決め、それぞれ懸賞金を出すとした。その後一万もの作が万朝報に寄せられ、選考の結果、応募作を同年7月15日の紙面で発表している。一等の作は、以下の埼玉県児玉郡青柳村在住の坂本百次郎の歌であった。
とりなくこゑす　ゆめさませ
みよあけわたる　ひんかしを
そらいろはえて　おきつへに
ほふねむれゐぬ　もやのうち
鳥啼く聲す　夢覚ませ
見よ明け渡る　東を
空色映えて　沖つ辺に
帆船群れゐぬ　靄の中